# Klasztor Albertynów na Śpiącej Górze

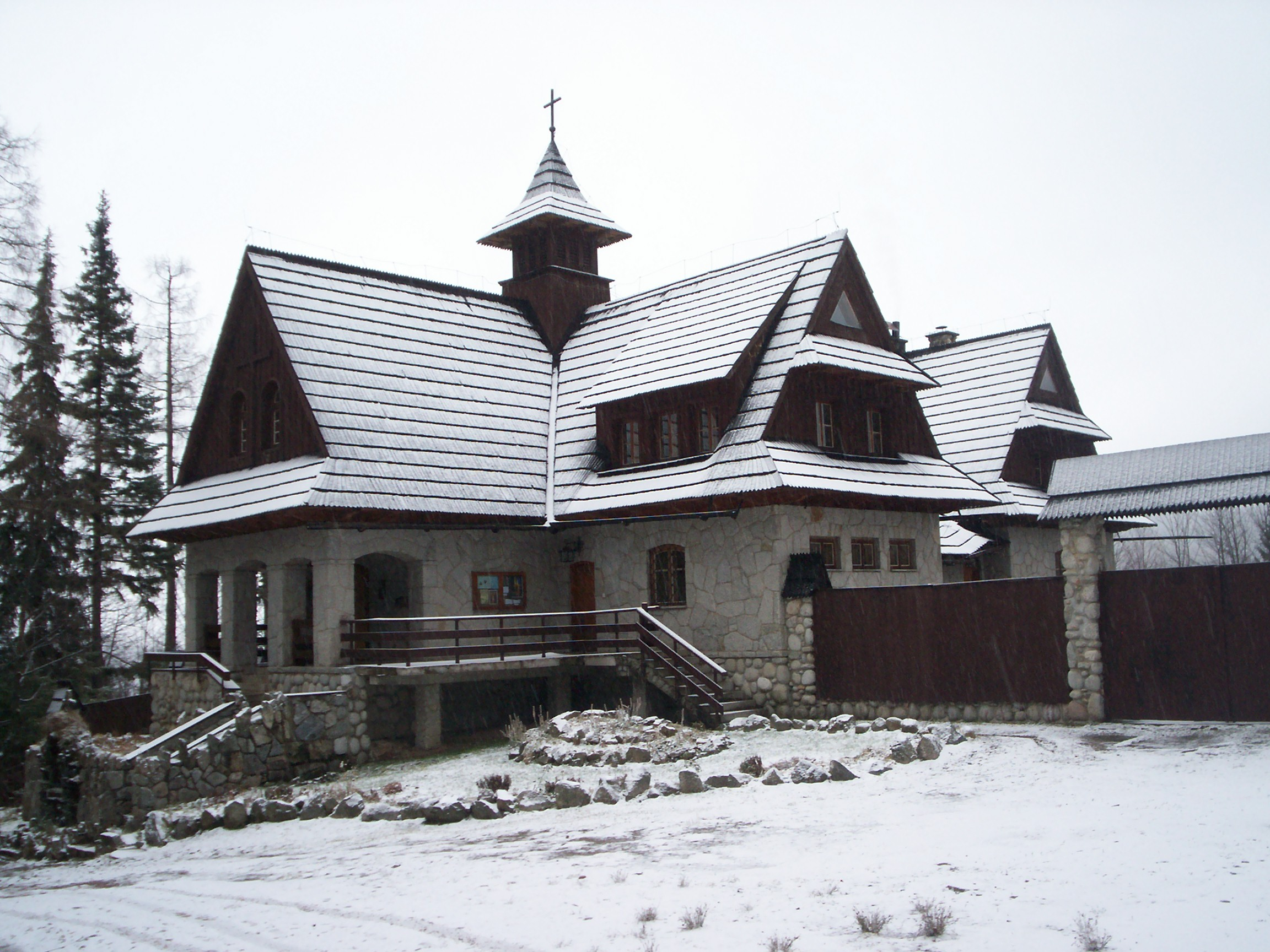
Pustelnia

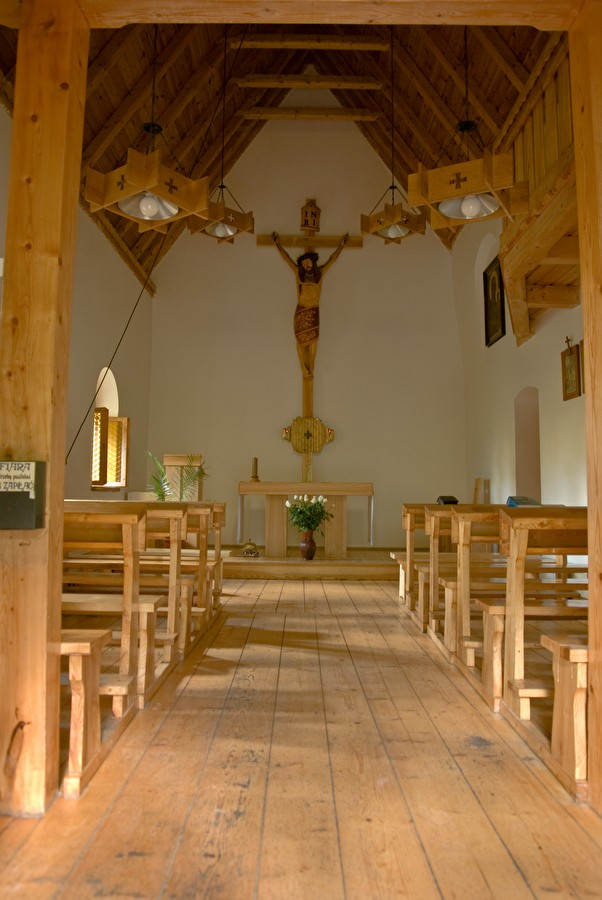
Wnętrze kaplicy

Klasztor Albertynów na Śpiącej Górze lub klasztor Albertynów na Kalatówkach – zespół klasztorno-pustelniczy męskiego zakonu albertynów (Zgromadzenie Braci Albertynów III Zakonu Regularnego św. Franciszka z Asyżu) na Kalatówkach w Zakopanem. Położony jest w obrębie Tatr (Dolina Bystrej) na tzw. Śpiącej Górze na zalesionym grzbiecie Szerokiego Kalackiego. Prowadzi do niego droga dojazdowa zaczynająca się tuż przy klasztorze Albertynek na Kalatówkach. Klasztor ze wszystkich stron otoczony jest lasem.
Zespół klasztorny został wybudowany w 1902 pod kierownictwem brata Alberta, czyli Adama Chmielowskiego. Bracia pojawili się na Śpiącej Górze po tym, jak swój wcześniej (1898) zbudowany klasztor w dolinie, przy drodze z Kuźnic na Kalatówki, przekazali siostrom albertynkom. Teren pod budowę obiektu ofiarował hrabia Władysław Zamoyski. W latach międzywojennych zakonnicy przejęli ten teren na własność. Później klasztor był jeszcze wielokrotnie rozbudowywany pod kierownictwem brata Leona, brata Anioła i brata Bonawentury. W 1926 wybudowano kaplicę pod wezwaniem Matki Bożej Nieustającej Pomocy. 17 września 1977 r. w wyniku pożaru klasztor i kaplica całkowicie spłonęły. Ocalała jedynie murowana z kamienia kapliczka Matki Boskiej. W 1984 ukończono budowę nowego klasztoru.
Klasztor jest pustelnią albertynów. W ciszy i odosobnieniu, modląc się i kontemplując, odpoczywają tutaj bracia pracujący w schroniskach dla bezdomnych. Oprócz tego od 2004 w klasztorze odbywa się również dwuletni nowicjat kandydatów przygotowujących się do złożenia ślubów zakonnych.

## Szlaki turystyczne
– żółty od klasztoru Albertynek na Kalatówkach. Czas przejścia 35 min, ↓ 25 min.